# Promozione Lombardia 1972-1973
Nella stagione 1972-1973 la Promozione era il quinto livello del calcio italiano (il massimo livello regionale). Qui vi sono le statistiche relative al campionato in Lombardia.
Il campionato è strutturato in vari gironi all'italiana su base regionale, gestiti dai Comitati Regionali di competenza. Promozioni alla categoria superiore e retrocessioni in quella inferiore non erano sempre omogenee; erano quantificate all'inizio del campionato dal Comitato Regionale secondo le direttive stabilite dalla Lega Nazionale Dilettanti, ma flessibili, in relazione al numero delle società retrocesse dal Campionato Interregionale e perciò, a seconda delle varie situazioni regionali, la fine del campionato poteva avere degli spareggi sia di promozione che di retrocessione.
Alla compilazione dei quadri stagionali il C.R.L. ammise a completamento degli organici le seguenti società:
- A.C. CESANO MADERNO di Cesano Maderno (MI) (9º classificato del girone G di 1.a Categoria) (fusione tra A.S. CESANO MADERNO e KOPLON SNIA CALCIO);
- F.B.C. CASTEGGIO 1898 di Casteggio (PV) (3º classificato del girone F di 1.a Categoria).

Gli organici furono compilati tenendo conto delle seguenti squadre retrocesse dalla Serie D:
- S.G. GALLARATESE di Gallarate (VA), 17º classificata nel girone A della Serie D.
- G.S. FALCK VOBARNO di Vobarno (BS), 16º classificato nel girone B della Serie D.
- U.S. CARATESE di Carate Brianza (MI), 18ª classificata nel girone B della Serie D.

e delle seguenti squadre promosse dal campionato di 1.a Categoria:
- Girone A: U.S. DESENZANO e A.C. CASTIGLIONE;
- Girone B: A.C. VILLASANTA e A.C. CASATI ALFONSO;
- Girone C: A.C. ARDITA COMO e F.C. ARREDI GIRGI CANTU;
- Girone D: U.S. BESOZZO e U.S. INVERUNO;
- Girone E: POL. MEDESE e A.S. ROBBIO;
- Girone F: U.S. PONTENURESE e A.S. FIORENZUOLA;
- Girone G: A.C. RHODENSE e S.C. ROVELLASCA;
- Girone H: U.S. SORESINESE e A.C. CASTELLEONE;

Regolamento campionato:
- Le squadre (48) furono suddivise in 3 gironi di 16 squadre.
- La vincente di ogni girone è ammessa agli spareggi: le prime 2 sono promosse in Serie D.
- Le ultime 4 di ogni girone retrocedono in 1.a Categoria Regionale.

## Girone A

### Squadre partecipanti
| Squadra                 | Città                 |
| ----------------------- | --------------------- |
| A.C. Alfonso Casati     | Arcore (MI)           |
| A.C. Arcore PEG         | Arcore (MI)           |
| A.C. Ardita Como        | Rebbio (Como) (CO)    |
| F.C. Arredi Girgi Cantù | Cantù (CO)            |
| U.S. Aurora Brollo      | Desio (MI)            |
| A.C. Biassono           | Biassono (MI)         |
| U.S. Caratese           | Carate Brianza (MI)   |
| U.S. Casatese           | Casatenovo (CO)       |
| A.C. Cesano Maderno     | Cesano Maderno (MI)   |
| S.S. Fulgor Canonica    | Canonica d'Adda (BG)  |
| A.S.C. Leffe            | Leffe (BG)            |
| F.B.C. Lilion Snia      | Varedo (MI)           |
| U.S. Morbegnese         | Morbegno (SO)         |
| U.S. Ponte San Pietro   | Ponte San Pietro (BG) |
| U.S. Stezzanese         | Stezzano (BG)         |
| A.C. Villasanta         | Villasanta (MI)       |

### Classifica finale
|  | Pos. | Squadra            | Pt  | G   | V   | N   | P   | GF  | GS  | DR  |
|  | ---- | ------------------ | --- | --- | --- | --- | --- | --- | --- | --- |
|  | 1.   | Arredi Girgi Cantù | 44  | 30  | 17  | 10  | 3   | 40  | 18  | +22 |
|  | 2.   | Fulgor Canonica    | 41  | 30  | 17  | 7   | 6   | 46  | 26  | +20 |
|  | 3.   | Ardita Como        | 33  | 30  | 10  | 13  | 7   | 33  | 30  | +3  |
|  | 4.   | Biassono           | 32  | 30  | 10  | 12  | 8   | 34  | 24  | +10 |
|  | 4.   | Casatese           | 32  | 30  | 11  | 10  | 9   | 40  | 37  | +3  |
|  | 4.   | Ponte San Pietro   | 32  | 30  | 10  | 12  | 8   | 28  | 26  | +2  |
|  | 4.   | Caratese           | 32  | 30  | 9   | 14  | 7   | 25  | 24  | +1  |
|  | 8.   | Leffe              | 31  | 30  | 11  | 9   | 10  | 35  | 35  | 0   |
|  | 9.   | Stezzanese         | 30  | 30  | 8   | 14  | 8   | 36  | 34  | +2  |
|  | 9.   | Morbegnese         | 30  | 30  | 9   | 12  | 9   | 24  | 26  | -2  |
|  | 11.  | Arcore PEG         | 29  | 30  | 10  | 9   | 11  | 23  | 20  | +3  |
|  | 12.  | Aurora Brollo      | 26  | 30  | 6   | 14  | 10  | 24  | 29  | -5  |
|  | 13.  | Alfonso Casati     | 25  | 30  | 8   | 9   | 13  | 30  | 42  | -12 |
|  | 14.  | Cesano Maderno     | 23  | 30  | 5   | 13  | 12  | 16  | 33  | -17 |
|  | 15.  | Villasanta         | 20  | 30  | 8   | 4   | 18  | 25  | 35  | -10 |
|  | 15.  | Lilion Snia Varedo | 20  | 30  | 6   | 8   | 16  | 23  | 43  | -20 |
|  |      |                    | 480 | 480 | 155 | 170 | 155 | 482 | 482 | 0   |

Legenda:
      Ammesso alle finali.
      Retrocesso in Prima Categoria 1973-1974.
Regolamento:
Due punti a vittoria, uno a pareggio, zero a sconfitta.
A pari punti era in vigore il pari merito.
Differenza reti generale per stabilire le retrocessioni in caso di pari punti.

## Girone B

### Squadre partecipanti
| Squadra                | Città                           |
| ---------------------- | ------------------------------- |
| A.S.C. Audaces Nave    | Nave (BS)                       |
| A.C. Castellana        | Castel San Giovanni (PC)        |
| A.C. Castelleone       | Castelleone (CR)                |
| A.C. Castelnuovese     | Castelnuovo Bocca d'Adda (MI)   |
| A.C. Castiglione       | Castiglione delle Stiviere (MN) |
| F.B.C. Chiari          | Chiari (BS)                     |
| U.S. Darfo Boario      | Darfo Boario Terme (BS)         |
| U.S. Desenzano         | Desenzano del Garda (BS)        |
| G.S. Falck Vobarno     | Vobarno (BS)                    |
| A.S. Fiorenzuola       | Fiorenzuola d'Arda (PC)         |
| S.S. Leoncelli         | Vescovato (CR)                  |
| A.C. Lumezzane         | Lumezzane (BS)                  |
| U.S. Pontenurese       | Pontenure (PC)                  |
| U.S. Pontolliese       | Ponte dell'Olio (PC)            |
| A.C. Sanyo Sant'Angelo | Sant'Angelo Lodigiano (MI)      |
| U.S. Soresinese        | Soresina (CR)                   |

### Classifica finale
|  | Pos. | Squadra           | Pt  | G   | V   | N   | P   | GF  | GS  | DR  |
|  | ---- | ----------------- | --- | --- | --- | --- | --- | --- | --- | --- |
|  | 1.   | Sanyo Sant'Angelo | 42  | 30  | 17  | 8   | 5   | 46  | 19  | +27 |
|  | 2.   | Castiglione       | 42  | 30  | 17  | 8   | 5   | 44  | 20  | +24 |
|  | 3.   | Darfo Boario      | 38  | 30  | 13  | 12  | 5   | 32  | 18  | +14 |
|  | 4.   | Pontolliese       | 34  | 30  | 12  | 10  | 8   | 37  | 23  | +14 |
|  | 4.   | Falck Vobarno     | 34  | 30  | 13  | 8   | 9   | 40  | 27  | +13 |
|  | 4.   | Desenzano         | 34  | 30  | 12  | 10  | 8   | 37  | 40  | -3  |
|  | 7.   | Castellana        | 31  | 30  | 9   | 13  | 8   | 23  | 22  | +1  |
|  | 7.   | Lumezzane         | 31  | 30  | 11  | 9   | 10  | 36  | 37  | -1  |
|  | 7.   | Audaces Nave      | 31  | 30  | 11  | 9   | 10  | 33  | 34  | -1  |
|  | 10.  | Castelnuovese     | 27  | 30  | 10  | 7   | 13  | 33  | 37  | -4  |
|  | 10.  | Castelleone       | 27  | 30  | 7   | 13  | 10  | 24  | 29  | -5  |
|  | 12.  | Fiorenzuola       | 26  | 30  | 6   | 14  | 10  | 24  | 33  | -9  |
|  | 13.  | Leoncelli         | 23  | 30  | 6   | 11  | 13  | 29  | 37  | -8  |
|  | 14.  | Chiari            | 23  | 30  | 7   | 9   | 14  | 24  | 34  | -10 |
|  | 15.  | Soresinese        | 20  | 30  | 6   | 8   | 16  | 26  | 44  | -18 |
|  | 16.  | Pontenurese       | 17  | 30  | 4   | 9   | 17  | 26  | 60  | -34 |
|  |      |                   | 480 | 480 | 161 | 158 | 161 | 514 | 514 | 0   |

Legenda:
      Ammesso alle finali.
      Retrocesso in Prima Categoria 1973-1974.
  Retrocesso e in seguito riammesso.
Regolamento:
Due punti a vittoria, uno a pareggio, zero a sconfitta.
A pari punti era in vigore il pari merito.
Differenza reti generale per stabilire le retrocessioni in caso di pari punti.

### Spareggio per il primo posto in classifica e accesso alle finali
|                   | Risultato    |             | Luogo e data                     |
| ----------------- | ------------ | ----------- | -------------------------------- |
| Sanyo Sant'Angelo | 3-1 (d.t.s.) | Castiglione | Ponte San Pietro, 14 giugno 1973 |
|                   |              |             |                                  |

## Girone C

### Squadre partecipanti
| Squadra               | Città              |
| --------------------- | ------------------ |
| A.C. Abbiategrasso    | Abbiategrasso (MI) |
| S.S. Audax Gavirate   | Gavirate (VA)      |
| U.S. Besozzo          | Besozzo (VA)       |
| F.B.C. Casteggio 1898 | Casteggio (PV)     |
| S.G. Gallaratese      | Gallarate (VA)     |
| U.S. Inveruno         | Inveruno (MI)      |
| S.C. Lainatese        | Lainate (MI)       |
| Pol. Medese           | Mede (PV)          |
| U.S. Melegnanese      | Melegnano (MI)     |
| U.S. Mortara          | Mortara (PV)       |
| U.S. Mozzatese        | Mozzate (CO)       |
| A.C. Rhodense         | Rho (MI)           |
| A.S. Robbio           | Robbio (PV)        |
| S.C. Rovellasca 1910  | Rovellasca (CO)    |
| F.B.C. Saronno        | Saronno (VA)       |
| A.C. Voghera          | Voghera (PV)       |

### Classifica finale
|  | Pos. | Squadra             | Pt  | G   | V   | N   | P   | GF  | GS  | DR  |
|  | ---- | ------------------- | --- | --- | --- | --- | --- | --- | --- | --- |
|  | 1.   | Casteggio 1898      | 42  | 30  | 18  | 6   | 6   | 45  | 23  | +22 |
|  | 2.   | Besozzo             | 42  | 30  | 17  | 8   | 5   | 47  | 23  | +24 |
|  | 3.   | Rhodense            | 40  | 30  | 16  | 8   | 6   | 48  | 33  | +15 |
|  | 4.   | Medese              | 34  | 30  | 13  | 8   | 9   | 46  | 33  | +13 |
|  | 5.   | Saronno             | 33  | 30  | 10  | 13  | 7   | 28  | 18  | +10 |
|  | 6.   | Gallaratese         | 32  | 30  | 9   | 14  | 7   | 39  | 31  | +8  |
|  | 7.   | Melegnanese         | 28  | 30  | 10  | 8   | 12  | 31  | 29  | +2  |
|  | 7.   | Voghera             | 28  | 30  | 8   | 12  | 10  | 29  | 33  | -4  |
|  | 9.   | Rovellasca          | 27  | 30  | 7   | 13  | 10  | 33  | 38  | -5  |
|  | 9.   | Lainatese           | 27  | 30  | 8   | 11  | 11  | 37  | 43  | -6  |
|  | 9.   | Robbio              | 27  | 30  | 8   | 11  | 11  | 38  | 47  | -9  |
|  | 9.   | Mozzatese           | 27  | 30  | 9   | 9   | 12  | 32  | 46  | -14 |
|  | 13.  | Abbiategrasso       | 26  | 30  | 6   | 14  | 10  | 34  | 42  | -8  |
|  | 14.  | Mortara             | 24  | 30  | 7   | 10  | 13  | 32  | 41  | -9  |
|  | 15.  | Inveruno            | 23  | 30  | 6   | 11  | 13  | 29  | 45  | -16 |
|  | 16.  | Audax Gavirate (-1) | 19  | 30  | 5   | 10  | 15  | 28  | 51  | -23 |
|  |      |                     | 479 | 480 | 157 | 166 | 157 | 576 | 576 | 0   |

Legenda:
      Ammesso alle finali.
      Retrocesso in Prima Categoria 1973-1974.
Regolamento:
Due punti a vittoria, uno a pareggio, zero a sconfitta.
A pari punti era in vigore il pari merito.
Differenza reti generale per stabilire le retrocessioni in caso di pari punti.
Note:
L'Audax Gavirate ha scontato 1 punto di penalizzazione in classifica.

### Spareggio per il primo posto in classifica e accesso alle finali
|           | Risultato |            | Luogo e data                       |
| --------- | --------- | ---------- | ---------------------------------- |
| Casteggio | 1-1 (?)   | Caravaggio | Sesto San Giovanni, 10 giugno 1973 |
|           |           |            |                                    |

## Spareggi promozione
Tutte le gare sono state disputate sul campo di Ponte San Pietro alle ore 18,00:
|                    | Spareggi |                    | Città e data                     |  |
| ------------------ | -------- | ------------------ | -------------------------------- |  |
| Sanyo Sant'Angelo  | 0-0      | Casteggio          | Ponte San Pietro, 17 giugno 1973 |  |
|                    |          |                    |                                  |  |
| Casteggio          | 1-1      | Arredi Girgi Cantù | Ponte San Pietro, 21 giugno 1973 |  |
|                    |          |                    |                                  |  |
| Arredi Girgi Cantù | 0-0      | Sanyo Sant'Angelo  | Ponte San Pietro, 24 giugno 1973 |  |
|                    |          |                    |                                  |  |

### Classifica finale
|  | Pos. | Squadra            | Pt | G | V | N | P | GF | GS | DR |
|  | ---- | ------------------ | -- | - | - | - | - | -- | -- | -- |
|  | 1.   | Arredi Girgi Cantù | 2  | 2 | 0 | 2 | 0 | 1  | 1  | 0  |
|  | 1.   | Sanyo Sant'Angelo  | 2  | 2 | 0 | 2 | 0 | 0  | 0  | 0  |
|  | 3.   | Casteggio          | 2  | 2 | 0 | 2 | 0 | 1  | 1  | 0  |

Legenda:
      Promosso in Serie D 1973-1974.
Regolamento:
Due punti a vittoria, uno a pareggio, zero a sconfitta.
A pari punti, in caso di zona promozione, era in vigore il sorteggio dopo aver utilizzato la differenza reti generale.
Note:
Arredi Girgi Cantù e Sanyo Sant'Angelo sono promosse in Serie D per sorteggio.